# Održivi razvoj
Održivi razvoj, uravnoteženi razvoj ili postojani razvoj je gospodarski razvoj koji u potpunosti uzima u obzir djelovanje gospodarske aktivnosti na okoliš i osniva se na obnovljivim izvorima dobara. Naziv je prva upotrijebila britanska političarka Barbara Ward 1969., a preporučen je i uveden u praksu na Konferenciji o okolišu i razvoju UN-a u Rio de Janeiru 1992. Osnovna je postavka održivoga razvoja: povećanje dobrobiti mjeri se povećanjem kvalitete života pojedinca i sveukupnog stanovništva, a ne povećanjem količine proizvedenih ili utrošenih materijalnih dobara ili energije. Neusklađenost interesa i usmjerenja različitih skupina i država o prvenstvima ciljeva razvoja, uzrokom je neujednačenosti razvojnih planova pojedinih zemalja, regija ili kontinenata. Manje razvijene zemlje smatraju planove održivoga razvoja ograničenjima koja im nameću razvijene i tehnološki moćne zemlje, koje su svoj razvoj u prošlosti postigle upravo snažnim iskorištavanjem okoliša i odlaganjem štetnog otpada. Održivi razvoj, iako nepotpuno određen i otvoren za različita, pa i djelomično suprotstavljena tumačenja, ulazi kao načelo u strategije razvoja svih zemalja. UN, preko Komisije za održivi razvoj (eng. Commission for Sustainable Development ili CSD) procjenjuje postignuti napredak u zemljopisnim, ali i tematskim cjelinama te daje preporuke.

## Održiva energija
Održiva energija ili zelena energija je energetski učinkovit način proizvodnje i korištenja energije koji ima što manje štetnog utjecaja na okoliš. Održivi razvoj je onaj razvoj koji zadovoljava današnje potrebe, bez ugrožavanja mogućnosti da i buduće generacije ostvare svoje potrebe. Održiva gradnja je svakako jedan od značajnijih dijelova održivog razvoja, a uključuje upotrebu građevinskih materijala koji nisu štetni po okoliš, energetsku učinkovitost zgrada i gospodarenje otpadom koji je nastao pri gradnji i rušenju građevina. U vezi s održivim razvojem, održiva gradnja mora osigurati trajnost, kvalitetu oblikovanja i konstrukciju uz financijsku, ekonomsku i ekološku prihvatljivost. Održiva energija obuhvaća korištenje obnovljive energije (hidroenergija, energija vjetra, sunčeva energija, energija valova, geotermalna energija, energija biomase, energija plime i oseke, te vodikova ekonomija) i energetsku učinkovitost kod njenog korištenja.

### Hidroenergija
Hidroenergija, hidraulička energija ili energija vode je snaga dobivena iz sile ili energije tekuće vodene mase, koja se može upotrijebiti u čovjeku korisne svrhe. Prije nego što je komercijalna električna energija postala široko dostupna, energija vode se koristila za navodnjavanje i pogon raznih strojeva, poput vodenica, strojeva u tekstilnoj industriji, pilana, lučkih dizalica ili dizala.

### Energija vjetra
Energija vjetra se pretvara je u korisni oblik energije, električnu energiju, pomoću vjetroelektrana. U klasičnim vjetrenjačama energiju vjetra pretvaramo u mehaničku, te je kao takvu direktno koristimo za mljevenje žitarica ili pumpanje vode. Krajem 2007. instalirana snaga vjetroelektrana u svijetu bila je 94,1 GW. Trenutno vjetroelektrane pokrivaju tek 1% svjetskih potreba za električnom energijom, dok u Danskoj ta brojka iznosi 19%, Španjolskoj i Portugalu 9%, Njemačkoj i Irskoj 6% (podaci za 2007.). Električnom energijom iz vjetra vjetroelektrane snabdijevaju elektro energetsku mrežu kao što i pojedinačni vjetroagregati napajaju izolirana mjesta. Vjetar je bogat, obnovljiv, lako dostupan i čist izvor energije. Nedostatak vjetra rijetko uzrokuje nesavladive probleme kada u malom udjelu sudjeluje u opskrbi električnom energijom, ali pri većem oslanjanju na vjetar dovodi do većih gubitaka.

### Sunčeva energija
Sunčeva energija ili solarna energija je energija Sunca, njegova svjetlost i toplina koju ljudi koriste od davnina uz pomoć raznih tehnologija. Sunčeva svjetlost uz druge obnovljive izvore kao što su vjetar, energija valova i biomasa, se računaju u najčešće dostupne obnovljive izvore energije na Zemlji. Upotrebljava se samo mali dio sunčeve energije od one koja je na raspolaganju. Sunčeva energija pruža električnu energiju pomoću toplinskih strojeva ili fotonaponskih sustava. Jednom pretvorena, njena upotreba je ograničena samo ljudskom genijalnošću. Djelomični popis sunčevih sustava uključuje prostor za grijanje i hlađenje kroz pasivnu solarnu arhitekturu, pitku vodu kroz destilaciju i dezinfekciju, toplinsku energiju za kuhanje i visoku temperaturu procesa topline za industrijske svrhe. Sunčeve tehnologije su široko karakterizirane ili kao pasivne ili aktivne, ovisno o načinu sakupljanja, pretvaranja i raspodjele sunčevog svjetla. Aktivne tehnike uključuju uporabu fotonaponskih članaka i sunčevih toplovodnih kolektora (s električnom ili mehaničkom opremom) kako bi pretvorili sunčevu svjetlost u korisne izlazne jedinice. Pasivne tehnike uključuju orijentaciju zgrade prema Suncu, odabir materijala s povoljnim termalnim svojstvima ili svojstvima raspršivanja svjetlosti, te projektiranje prostora kod kojih prirodno cirkulira zrak.

### Energija biomase
Pod energijom biomase razumijemo energiju koja se u pravilu oslobađa oksidacijom (gorenje) raznih organskih materijala. Najuobičajeniji i najtradicionalniji način korištenja ove energije je klasična vatra. Smatra se da je otkriće vatre, zapravo njeno kontrolirano korištenje, pokrenulo razvoj i "napredak" ljudske vrste, odnosno civilizacije. Izgleda da je civilizacija sada zatvorila puni krug - nakon što je moderno društvo gotovo zaboravilo drvo i slične materijale kao gorivo, a uljuljano u blagodati moderne, pomodne i jeftine nafte, sada se pojavljuju razne direktive koje traže da se toliko i toliko fosilnih goriva zamijeni gorivima iz obnovljivih organskih izvora.

### Geotermalna energija
Geotermalna energija postoji otkad je stvorena Zemlja. Nastaje polaganim prirodnim raspadanjem radioaktivnih elemenata koji se nalaze u zemljinoj unutrašnjosti. Duboko ispod površine voda ponekad dospije do vruće stijene i pretvori se u kipuću vodu ili paru. Kipuća voda može dosegnuti temperaturu od preko 150 ºC, a da se ne pretvori u paru jer je pod visokim tlakom. Kad ta vruća voda dospije do površine kroz pukotinu u zemljinoj kori, zovemo je vrući izvor. Ako izlazi pod tlakom, u obliku eksplozije, zove se gejzir. Vrući izvori se širom svijeta koriste kao toplice, u zdravstvene i rekreacijske svrhe. Vrućom vodom iz dubine Zemlje mogu se grijati staklenici i zgrade. Na Islandu, koji je poznat po gejzirima i aktivnim vulkanima, mnoge zgrade i bazeni griju se geotermalnom vrućom vodom.  Vruća voda i para iz dubine Zemlje mogu se koristiti i za proizvodnju električne energije. Buše se rupe u zemlji i cijevi spuštaju u vruću vodu. Vruća voda ili para (pod nižim tlakom vruća voda pretvara se u paru) uspinje se tim cijevima na površinu. Geotermalna elektrana je kao svaka druga elektrana, osim što se para ne proizvodi izgaranjem goriva već se crpi iz zemlje. Daljnji je postupak s parom isti kao kod konvencionalne elektrane: para se dovodi do parne turbine koja pokreće rotor električnog generatora. Nakon turbine para odlazi u kondenzator, kondenzira se, da bi se tako dobivena voda vratila natrag u geotermalni izvor.

### Energija plime i oseke
Energija plime i oseke spada u oblik hidroenergije koja gibanje mora uzrokovano mjesečevim mjenama ili padom i porastom razine mora koristi za pretvorbu u električnu energiju i druge oblike energije. Za sad još nema većih komercijalnih dosega na eksploataciji te energije, ali potencijal nije mali. Energija plime i oseke ima potencijal za stvarnje električne energije u određenim dijelovima svijeta, odnosno tamo gdje su morske mijene izrazito naglašene. Morske mijene su predvidljivije od energije vjetra i sunčeve energije. Taj način proizvodnje električne energije ne može pokriti svjetske potrebe, ali može dati veliki doprinos u obnovljivim izvorima. Razlika u visini plime i oseke varira između (4,5-12,5 m) ovisno o geografskoj lokaciji. Npr. amplitude plime i oseke u Jadranskom moru su 1 m, a na Atlantskom, Tihom i Indijskom oceanu prosječno od 6 do 8 m. Na pojedinim mjestima obale u zapadnoj Francuskoj i u jugozapadnom dijelu Velike Britanije amplituda dostiže i više od 12 m. Na zapadnoeuropskoj atlantskoj obali vremenski razmak između dvije plime iznosi 12 sati i 25 minuta, a na obalama Indokine nastaje samo jedna plima u 24 sata. Za ekonomičnu proizvodnju je potrebna minimalna visina od 7 m. Procjenjuje se da na svijetu postoji oko 40 lokacija pogodnih za instalaciju plimnih elektrana.

### Energija valova
Elektrane na valove su elektrane koje koriste energiju valova za proizvodnju električne energije. Energija valova je obnovljivi izvor energije. To je energija uzrokovana najvećim dijelom djelovanjem vjetra o površinu oceana. Snaga valova se razlikuje od dnevnih mijena plime/oseke i stalnih cirkularnih oceanskih struja.  Za korištenje energije valova moramo odabrati lokaciju na kojoj su valovi dovoljno česti i dovoljne snage. Energija vala naglo opada s dubinom vala, te tako u dubini od 50 m iznosi svega 2% od energije neposredno ispod površine. Snaga valova procjenjuje se na 2 x 109 kW, čemu odgovara snaga od 10 kW na 1 metar valjne linije. Ta snaga varira ovisno o zemljopisnom položaju, od 3 kW/m na Mediteranu do 90 kW/m na Sjevernom Atlantiku. Energija valova tijekom vremena varira (više i većih valova ima u zimskom periodu ) i ima slučajni karakter. Stvaranje snage iz valova trenutno nije široko primijenjena komercijalna tehnologija, iako su postojali pokušaji njenog korištenja još od 1890. U 2008. pokušano je napraviti zglobni plutajući prigušnik Pelamis u Portugalu, u hidroelektrani na valove Aguçadoura. Koristila je 3 zglobna plutajuća prigušnika Pelamis P-750 i imala ukupno instaliranu snagu 2,25 MW. U studenom iste godine električni generatori su izvađeni iz mora, a u ožujku 2009. projekt je zaustavljen na neodređeno vrijeme. Druga faza projekta u kojoj je trebalo biti ugrađeno dodatnih 25 Pelamis P-750 strojeva i koja je trebala povećati snagu na 21 MW, je u pitanju zbog povlačenja nekih partnera s projekta.

### Vodikova ekonomija
Vodikova ekonomija ili ekonomija vodika je ideja promjene svjetske ekonomije energije ovisne o nafti u onu temeljenu na vodiku. Kada se govori o vodikovoj ekonomiji, u prvom redu se misli na ekološki prihvatljivu proizvodnju vodika u velikim količinama i primjenu u dva velika područja: prijevozu i energetici. Glavni razlog je zagađenje koje izazivaju automobili s pogonom na fosilna goriva (ugljikovodike). Samo u SAD 2001., emisija iz motornih vozila bila je veća od 500 milijuna tona ekvivalentnog ugljika. Prije skoro 50 godina u znanstvenoj i tehničkoj literaturi najavljena je uporaba vodika kao primarnog energetskog izvora u prijevozu i elektroenergetici. Kasnih 1960-tih godina, u NASA Apollo programu upotrijebljena je gorivi članak na vodik kao energetski izvor. U 2003. predsjednik SAD-a Bush i predsjednik EU Prodi potvrdili su viziju vodikove ekonomije. Američko ministarstvo za energiju inicirao je uporabu vodikova goriva, prema kojoj bi vodikova era započela 2024.